# Droga wojewódzka 941

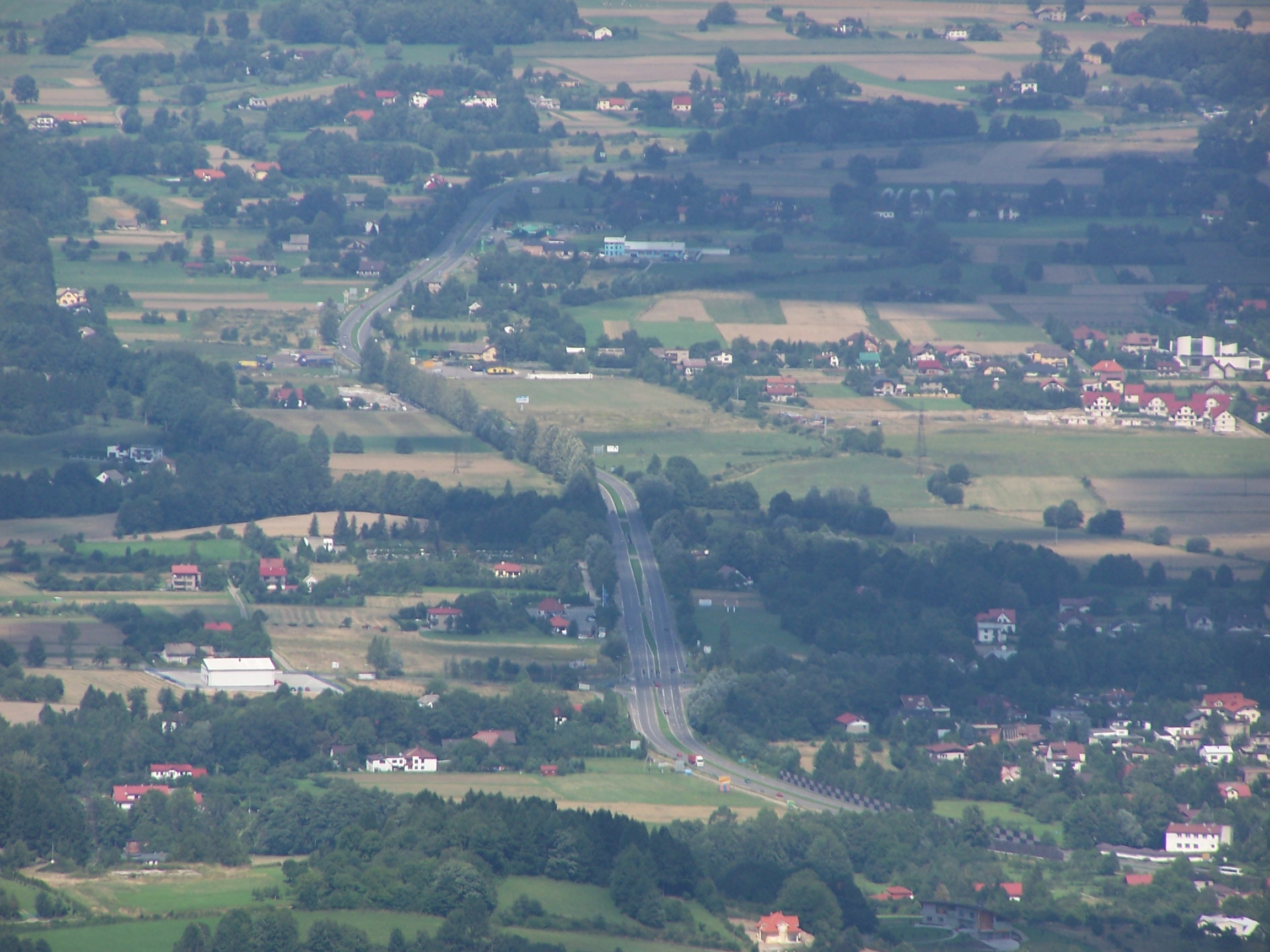
Blick von der Czantoria Wielka

Die Droga wojewódzka 941 (DW 941) ist eine polnische Woiwodschaftsstraße, die durch die beiden Woiwodschaften Schlesien führt. Sie verläuft in Nord-Süd-Richtung und verbindet die Orte Harbutowice südlich von Skoczów, Ustroń, Wisła und Istebna in dem Kreise Cieszyn miteinander. Sie führt entlang des Oberlaufs der Weichsel in den Schlesischen Beskiden. Südlich vom Pass Przełęcz Kubalonka führt sie ins Tal der Olsa. Sie ist die südliche Verlängerung der Landstraße 81 aus Katowice.
Außerdem ist die DW 941 ein Bindeglied zwischen der Schnellstraße S52 im Norden und der Woiwodschaftsstraße 943 im Süden. In Wisła zweigt nach Osten die Woiwodschaftsstraße 942 über Szczyrk nach Bielsko-Biała ab.
Entlang der DW941 führt im Weichseltal die Bahnstrecke Goleszów–Wisła Głębce.
Die Gesamtlänge der DW 941 beträgt 33 Kilometer.

## Straßenverlauf
Woiwodschaft Schlesien:
- Harbutowice
- Ustroń
- Wisła
- Istebna